# Тайпана
Тайпана (італ. Taipana) — муніципалітет в Італії, у регіоні Фріулі-Венеція-Джулія,  провінція Удіне.
Тайпана розташована на відстані близько 490 км на північ від Рима, 80 км на північний захід від Трієста, 22 км на північ від Удіне.
Населення — 649 осіб (2014).
Щорічний фестиваль відбувається 19 березня. Покровитель — San Giuseppe .

## Демографія
Населення за роками:

Станом на 1 січня 2023 року в муніципалітеті офіційно проживало 48 іноземців з 16 країн, серед них 30 громадян країн Євросоюзу та 1 громадянин України.

## Сусідні муніципалітети
- Аттіміс
- Капоретто
- Фаедіс
- Лузевера
- Німіс